# Febronia
Febronia – pochodzące z łaciny imię żeńskie, przypuszczalnie wywiedzione od imienia bóstwa etruskiego Februusa. Znane w Polsce od średniowiecza, również w formach Fiebronija, Febrocha i Feberka.
Patronką tego imienia jest św. Febronia z Nisibis (męczennica).
Męskie formy imienia to: Febron, Febronius, Febroniusz.
Imię pozostaje imieniem rzadkim. W styczniu 2024 w rejestrze PESEL, wśród publicznie dostępnych danych dotyczących osób żyjących, wykazano 8 kobiet o imieniu Febronia nadanym jako imię pierwsze.
Febronia imieniny obchodzi 25 czerwca.

## Imię Febronia w innych językach[4]
- łacina – Febronia
- angielski – Febronia
- hiszpański – Febronia
- niemieckl – Febronia
- rosyjski – Fevronija
- słowacki – Febrónia
- słoweński – Fevronija
- włoski – Febronia.